# H2O (film)
H2O is een korte avant-gardefilm uit 1929 geregisseerd door fotograaf Ralph Steiner, die later als cameraman werkte voor films als The Plow that Broke the Plains.
De film bestaat volledig uit sfeeropnamen van water. De film werd in 2005 opgenomen in de Amerikaanse National Film Registry.